# UFC 121
UFC 121: Lesnar vs. Velasquez（ユーエフシー・ワントゥエンティワン：レスナー・バーサス・ヴェラスケス）は、アメリカ合衆国の総合格闘技団体「UFC」の大会の一つ。2010年10月23日、カリフォルニア州アナハイムのホンダセンターで開催された。
大会サブタイトル「Lesnar vs. Velasquez」の通り、メインイベントではUFC世界ヘビー級王者ブロック・レスナーと挑戦者ケイン・ヴェラスケスによるUFC世界ヘビー級タイトルマッチが行われた。

## 大会概要
メインイベントの世界ヘビー級タイトルマッチでは、挑戦者のヴェラスケスが王者レスナーを1RにTKOで降し、デビューから9戦全勝でUFC世界ヘビー級王座を戴冠した。
セミファイナルではStrikeforce世界ミドル級王者のジェイク・シールズがUFCに初参戦を果たし、マルティン・カンプマンに2-1の判定勝ちを収めた。
Strikeforce世界ミドル級王者ジェイク・シールズ、キャリア9戦全勝のヤン・ドンイがUFCデビュー。

## 試合結果

### プレリミナリィカード
第1試合 ヘビー級 5分3R
○  ジョン・マドセン vs.  ギルバート・アイブル ×
1R 1:48 TKO（レフェリーストップ：パウンド）
第2試合 ミドル級 5分3R
○  クリス・カモージー vs.  ヤン・ドンイ ×
3R終了 判定2-1（28-29、29-28、29-28）
第3試合 ライト級 5分3R
○  サム・スタウト vs.  ポール・テイラー ×
3R終了 判定2-1（29-28、28-29、30-27）
第4試合 ウェルター級 5分3R
○  ダニエル・ロバーツ vs.  マイク・ガイモン ×
1R 1:13 アナコンダチョーク

### Spike中継カード
第5試合 ミドル級 5分3R
○  トム・ローラー vs.  パトリック・コーテ ×
3R終了 判定3-0（30-27、30-27、30-27）
第6試合 ミドル級 5分3R
○  コート・マッギー vs.  ライアン・ジェンセン ×
3R 1:21 肩固め

### メインカード
第7試合 ヘビー級 5分3R
○  ブレンダン・ショーブ vs.  ガブリエル・ゴンザーガ ×
3R終了 判定3-0（30-27、30-27、30-27）
第8試合 ライトヘビー級 5分3R
○  マット・ハミル vs.  ティト・オーティズ ×
3R終了 判定3-0（29-28、29-28、30-27）
第9試合 ウェルター級 5分3R
○  ディエゴ・サンチェス vs.  パウロ・チアゴ ×
3R終了 判定3-0（30-26、29-28、29-28）
第10試合 ウェルター級 5分3R
○  ジェイク・シールズ vs.  マルティン・カンプマン ×
3R終了 判定2-1（28-29、29-28、30-27）
第11試合 UFC世界ヘビー級タイトルマッチ 5分5R
○  ケイン・ヴェラスケス vs.  ブロック・レスナー ×
1R 4:12 TKO（レフェリーストップ：パウンド）
※ヴェラスケスが王座獲得に成功。

### 各賞
ファイト・オブ・ザ・ナイト： ディエゴ・サンチェス vs. パウロ・チアゴ
ノックアウト・オブ・ザ・ナイト： ケイン・ヴェラスケス
サブミッション・オブ・ザ・ナイト： ダニエル・ロバーツ
各選手にはボーナスとして70,000ドルが支給された。